# Weeping Birth
Weeping Birth est un groupe (one-man-band) de metal extrême suisse, originaire de Montreux, dans le Canton de Vaud. Il est composé d'un unique membre, Vladimir Cochet,,. 